# Antigoni Goni
Antigoni Goni (griechisch Αντιγόνη Γόνη, * 1969 in Athen) ist eine griechische klassische Gitarristin.
Goni studierte bis 1988 bei Evangelos Assimakopoulos am Nationalen Konservatorium in Athen, anschließend von 1989 bis 1992 an der Royal Academy of Music in London bei John Mills und in Meisterkursen bei Julian Bream sowie von 1993 bis 1995 an der Juilliard School in New York und an der Accademia Musicale Chigiana in Siena. 1995 gewann Goni den Internationalen Wettbewerb der Guitar Foundation of America.
1995 bis 2004 leitete sie die Gitarrenabteilung am Juilliard Pre-College, seit 2004 ist Goni Professorin für Gitarre am Königlichen Konservatorium Brüssel. Ihre Aufnahmen umfassen Werke von Agustín Barrios Mangoré und John Duarte.

## Diskographie
- Rodrigo, Domeniconi, Mompou, Barrios, Brouwer, Naxos Guitar Laureate Series
- Agustin Barrios Guitar Music, Vol. 1, Naxos
- John Duarte Guitar Music, Naxos
- Evocación – The Music of Spain, mit Kevin R. Gallagher (Gitarre), Willow Shade
- Songs & Dances from the New Village, mit Laura Gilbert (Flöte), Koch Int. Classics